# 医療学部
医療学部（いりょうがくぶ）とは、大学に置かれる学部の一つであり、医療/医療科学を教育研究することを目的としている。

## 医療学部を置く大学
- 東亜大学 - 医療工学科、医療栄養学科
ストレス社会などとして表れている精神的な病気に関する事柄に重点を置き、現代社会の課題と患者に正面から向き合い問題解決のできる人材の育成を目指している。学生には臨床工学技士、医療情報技師、診療情報管理士、救急救命士、管理栄養士などの資格を取得しスペシャリストとして活躍するためのサポート体制を整えている。
- 新潟リハビリテーション大学 - リハビリテーション学科 (理学療法学専攻/作業療法学専攻/心理学専攻)
- 天理大学 - 看護学科／臨床検査学科 (旧天理医療大学)
- 大阪行岡医療大学 - 理学療法学科
- 福岡国際医療福祉大学 - 理学療法学科／作業療法学科／言語聴覚学科／視能訓練学科／診療放射線学科

## 医療が名称につく学部を置く大学
（学部の一覧#ア行）
- 医療科学部
  - 帝京科学大学
    - 千住キャンパス - 東京理学療法学科／東京柔道整復学科／看護学科／医療福祉学科
    - 東京西キャンパス - 理学療法学科／作業療法学科／柔道整復学科

  - 順天堂大学 - 臨床検査学科／臨床工学科
早期発見・予防医療の分野に欠かせない「検査のスペシャリスト」と、最先端の医療機器を扱い「いのちを守るエンジニア」を育成。
  - 藤田医科大学 - 医療検査学科 (臨床検査学プログラム/臨床工学プログラム) ／放射線学科
  - 修文大学 - 臨床検査学科
  - 滋慶医療科学大学 - 臨床工学科
  - 京都医療科学大学 - 放射線技術学科
  - 名古屋女子大学 - 理学療法学科／作業療法学科
- 医療衛生学部　- リンク先参照
- 医療栄養学部
  - 甲南女子大学 - 医療栄養学科
- 医療看護学部　- リンク先参照
- 医療技術学部　- リンク先参照
- 医療経営管理学部
  - 新潟医療福祉大学 - 医療情報管理学科
- 医療健康科学部　- リンク先参照
- 医療健康学部　- リンク先参照
- 医療工学部　- リンク先参照
- 医療情報学部
  - 北海道情報大学 - 医療情報学科 (医療情報専攻〈医療情報エンジニア領域/診療情報管理領域/健康情報科学領域〉/臨床工学専攻〈臨床工学技士領域〉)
- 医療福祉学部　- リンク先参照
- 医療福祉マネジメント学部　- リンク先参照
- 医療保健学部　- リンク先参照

（学部の一覧#カ行）
- 看護医療学部　- リンク先参照

（学部の一覧#ハ行）
- 保健医療学部　- リンク先参照

### 医療が名称につく学科などを置く大学ほか
- 大分大学医学部　先進医療科学科
- 筑波大学医学群　医療科学類
- 久留米大学医学部　医療検査学科
- 名古屋市立大学医学部　保健医療学科
- 帝京平成大学健康メディカル学部　医療科学科
- 帝京大学医療技術学部　スポーツ医療学科
- 中部大学生命健康科学部　スポーツ保健医療学科
- 日本体育大学保健医療学部　救急医療学科 整復医療学科
- 千葉科学大学危機管理学部　保健医療学科
- 埼玉医科大学保健医療学部  健康医療科学科
- 岐阜保健大学医療専門学校　東洋医療学科
- 関西医療学園専門学校　東洋医療学科
- 広島国際大学健康科学部　医療経営学科
- 四国医療専門学校　スポーツ医療学科
- 日本文理大学保健医療学部　保健医療学科
- 畿央大学健康科学部　看護医療学科
- 岡山理科大学生命科学部　医療技術学科